# أويا (مستعمرة)

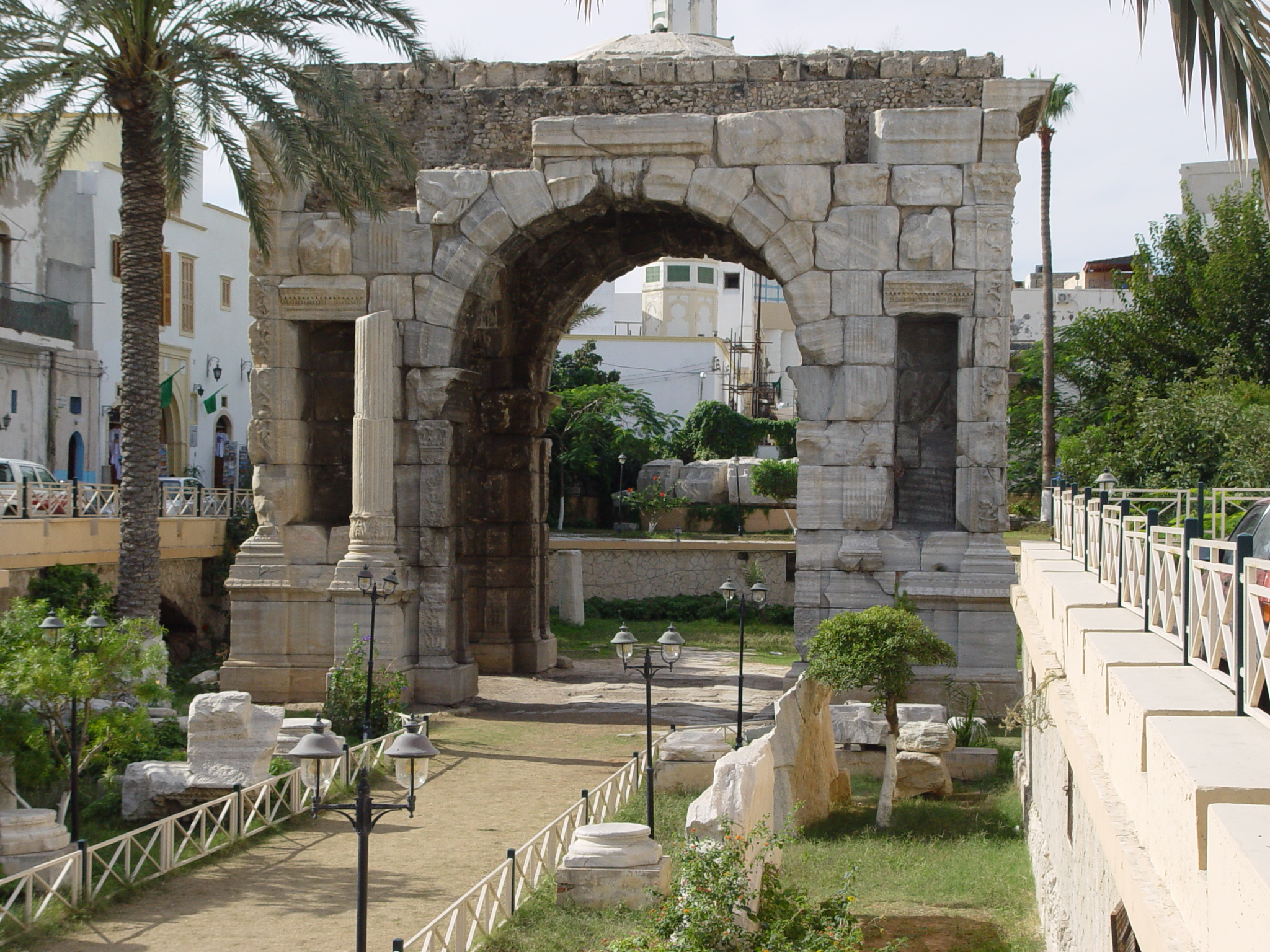
قوس ماركوس أوريليوس

أويا هي مستعمرة رومانية سابقة في شمال أفريقيا أوجدها الفينيقيون والذين كانوا سكان ليبيا القدماء. كانت مستعمرة أويا وما جاورها من إقليم طرابلس تزخر بالخيرات حيث بلغت أوج ازدهارها خلال القرنين الثاني والثالث قبل الميلاد حيث يعزى ذلك إلى حكم سلالة سيفيران (حاكمة لبدة أيامئذ ). أصبح اسم مستعمرة أويا اليوم طرابلس عاصمة دولة ليبيا الحديثة.